# Irish Guards

Irisch Guards - Uniforme da parata dei tamburini

Le Guardie Irlandesi (in inglese Irish Guards, "IG"), parte della Guards Division, è uno dei due reggimenti di fanteria dell'esercito britannico composto da irlandesi (l'altro è il Royal Irish Regiment).
Le Guardie Irlandesi reclutano nell'Irlanda del Nord e nelle comunità irlandesi delle principali città britanniche. Alcune reclute provengono anche dalla Repubblica d'Irlanda, seppur la cosa sia proibita dal Ireland's Defence Act.
I bottoni sull'uniforme delle Guardie Irlandesi sono in gruppi di quattro poiché il reggimento fu il quarto ad essere creato nella Divisione ed il pennachio del loro Bearskin è color "Blu San Patrizio", e portato sulla destra. La mascotte del reggimento è un Levriero irlandese.